# Nueva Galicia (Ameryka Środkowa)

Herb Nueva Galicia

Nueva Galicia (właściwie El Nuevo Reino de Galicia, pol. Nowe Królestwo Galicji) – region Nowej Hiszpanii, w Ameryce Północnej, na terenie współczesnego państwa meksykańskiego. Jego nazwa pochodzi od leżącej w Hiszpanii krainy Galicja.
Terytorium Nueva Galicia obejmuje ziemie obecnych meksykańskich stanów Aguascalientes, Colima, Jalisco, Nayarit i Zacatecas.
Hiszpański podbój tego regionu zaczął się w 1531 roku z wyprawą Nuño Beltrán de Guzmána, który założone przez siebie główne miasto regionu nazwał Guadalajara oraz nazwał te ziemie la Conquista del Espíritu Santo de la Mayor España (pol. Zdobycz Świętego Ducha Wielkiej Hiszpanii). Zarządzeniem królowej Joanny wprowadzono nową nazwę.
Podbój przez Gúzmana spowodował konflikt z ludnością miejscową. W latach toczyła się wojna Mixtonów, w której zjednoczyły się plemiona Guachichil, Caxcán i Cora. Dziewięć lat później wybuchła wojna osadników przeciw plemionom Zacatecas, tzw. wojna Chichimeca.
W tym samym wieku odkryto w regionie pokłady srebra.
W 1821 roku Meksyk uzyskał niepodległość.